# Норт-Ричмонд (Каліфорнія)
Норт-Ричмонд (англ. North Richmond) — переписна місцевість (CDP) в США, в окрузі Контра-Коста штату Каліфорнія. Населення — 4175 осіб (2020).

## Географія
Норт-Ричмонд розташований за координатами 37°57′55″ пн. ш. 122°22′14″ зх. д. / 37.96528° пн. ш. 122.37056° зх. д. (37.965264, -122.370687).  За даними Бюро перепису населення США в 2010 році переписна місцевість мала площу 4,01 км², з яких 3,65 км² — суходіл та 0,36 км² — водойми.

## Демографія
Згідно з переписом 2010 року, у переписній місцевості мешкало 3717 осіб у 1027 домогосподарствах у складі 778 родин. Густота населення становила 927 осіб/км².  Було 1237 помешкань (308/км²).
Расовий склад населення:
| - 33,3 % — чорних або афроамериканців - 17,1 % — білих - 11,6 % — азіатів - 0,6 % — корінних американців - 0,5 % — вихідців з тихоокеанських островів - 32,0 % — осіб інших рас |

До двох чи більше рас належало 4,9 %. Частка іспаномовних становила 50,1 % від усіх жителів.
За віковим діапазоном населення розподілялося таким чином: 31,0 % — особи молодші 18 років, 63,4 % — особи у віці 18—64 років, 5,6 % — особи у віці 65 років та старші. Медіана віку мешканця становила 29,0 року. На 100 осіб жіночої статі у переписній місцевості припадало 98,9 чоловіків;  на 100 жінок у віці від 18 років та старших — 95,7 чоловіків також старших 18 років.
Середній дохід на одне домашнє господарство  становив 53 138 доларів США (медіана — 31 490), а середній дохід на одну сім'ю — 56 339 доларів (медіана — 41 406). Медіана доходів становила 39 813 долари для чоловіків та 30 145 доларів для жінок. За межею бідності перебувало 32,3 % осіб, у тому числі 49,5 % дітей у віці до 18 років та 27,3 % осіб у віці 65 років та старших.
Цивільне працевлаштоване населення становило 1623 особи. Основні галузі зайнятості: освіта, охорона здоров'я та соціальна допомога — 22,5 %, роздрібна торгівля — 13,8 %, науковці, спеціалісти, менеджери — 11,4 %, мистецтво, розваги та відпочинок — 10,8 %.